# Musidora (téléfilm, 1973)
Pour les articles homonymes, voir Musidora.

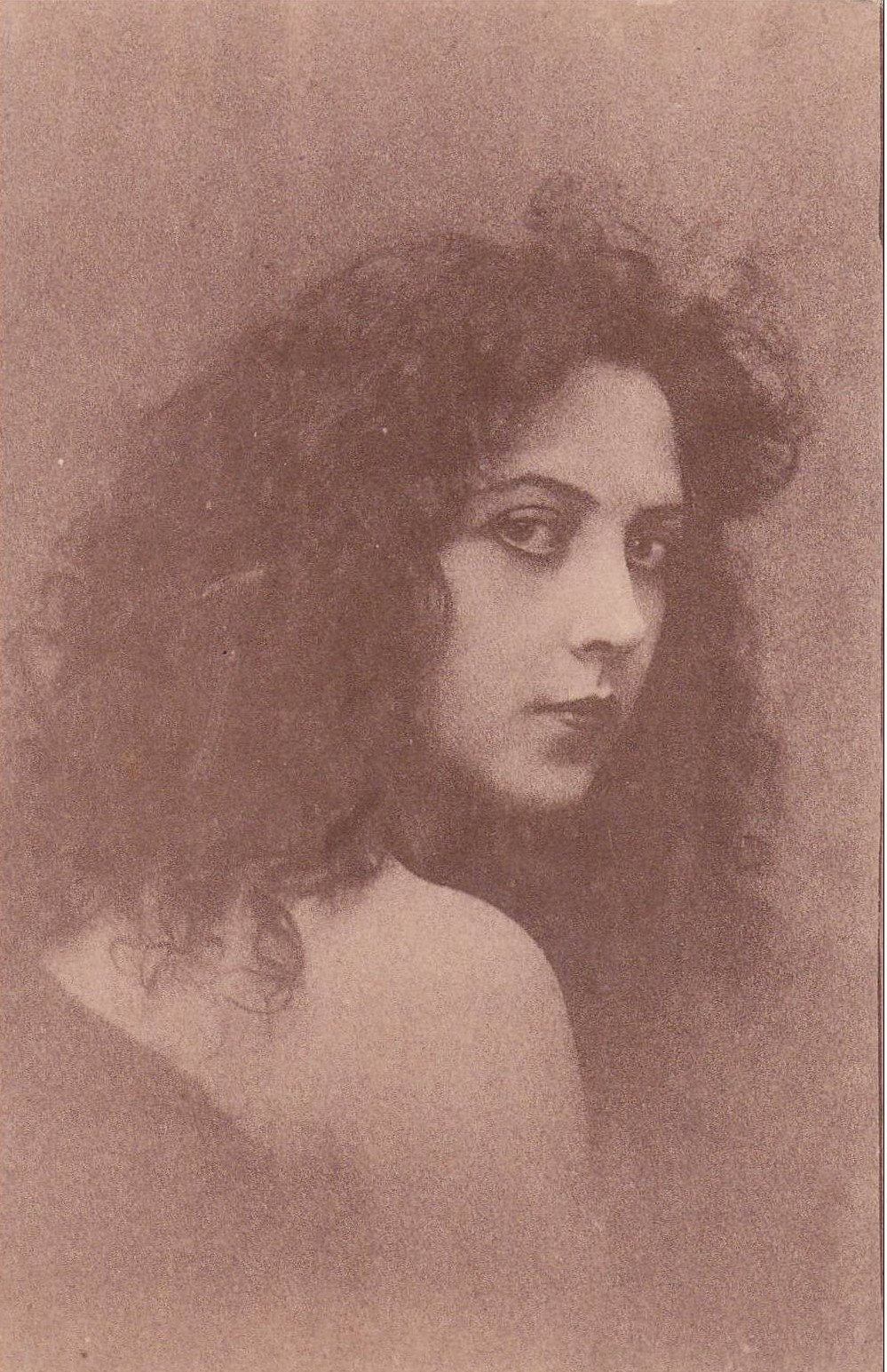
Musidora.

Musidora est un téléfilm de Jean-Christophe Averty diffusé la première fois en 1973 sur la 1re chaîne de l’ORTF.
Ce biopic raconte la vie de l'actrice, chanteuse et danseuse Musidora, la célèbre interprète des Vampires de Louis Feuillade (1915), avec Liliane Montevecchi dans le rôle-titre.